# Campo de San Pedro
Campo de San Pedro est une commune de la province de Ségovie dans la communauté autonome de Castille-et-León en Espagne.